# Dakota (nome)
Dakota  è un nome proprio di persona inglese maschile e femminile.

## Origine e diffusione
Richiama il nome dei nativi americani Dakota, una tribù di nativi americani, il quale deriva da un termine in lingua dakota che significa "amichevoli" o "alleati".
Si tratta di un nome tipicamente statunitense che, come Cheyenne, spesso è dato in segno di rispetto o ammirazione verso la tribù indiana. 
È maggiormente diffuso al femminile: negli Stati Uniti risulta infatti il 285° nome femminile più diffuso e il 360° nome maschile più diffuso. Conobbe il suo periodo di massima popolarità negli anni 1990.

## Onomastico
Il nome è adespota e quindi l'onomastico viene festeggiato il 1º novembre, giorno dedicato alla festa di Ognissanti.

## Persone

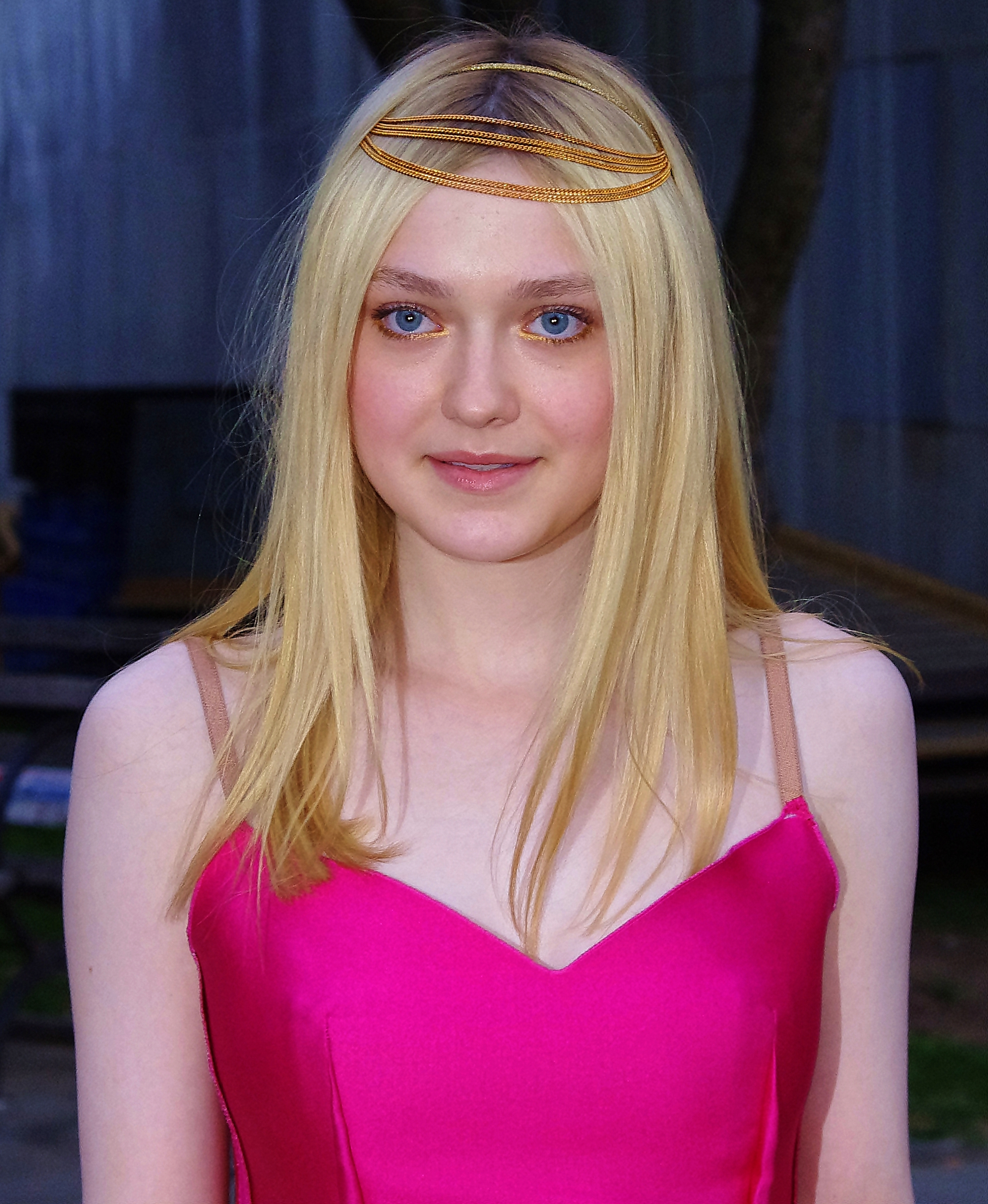
Dakota Fanning

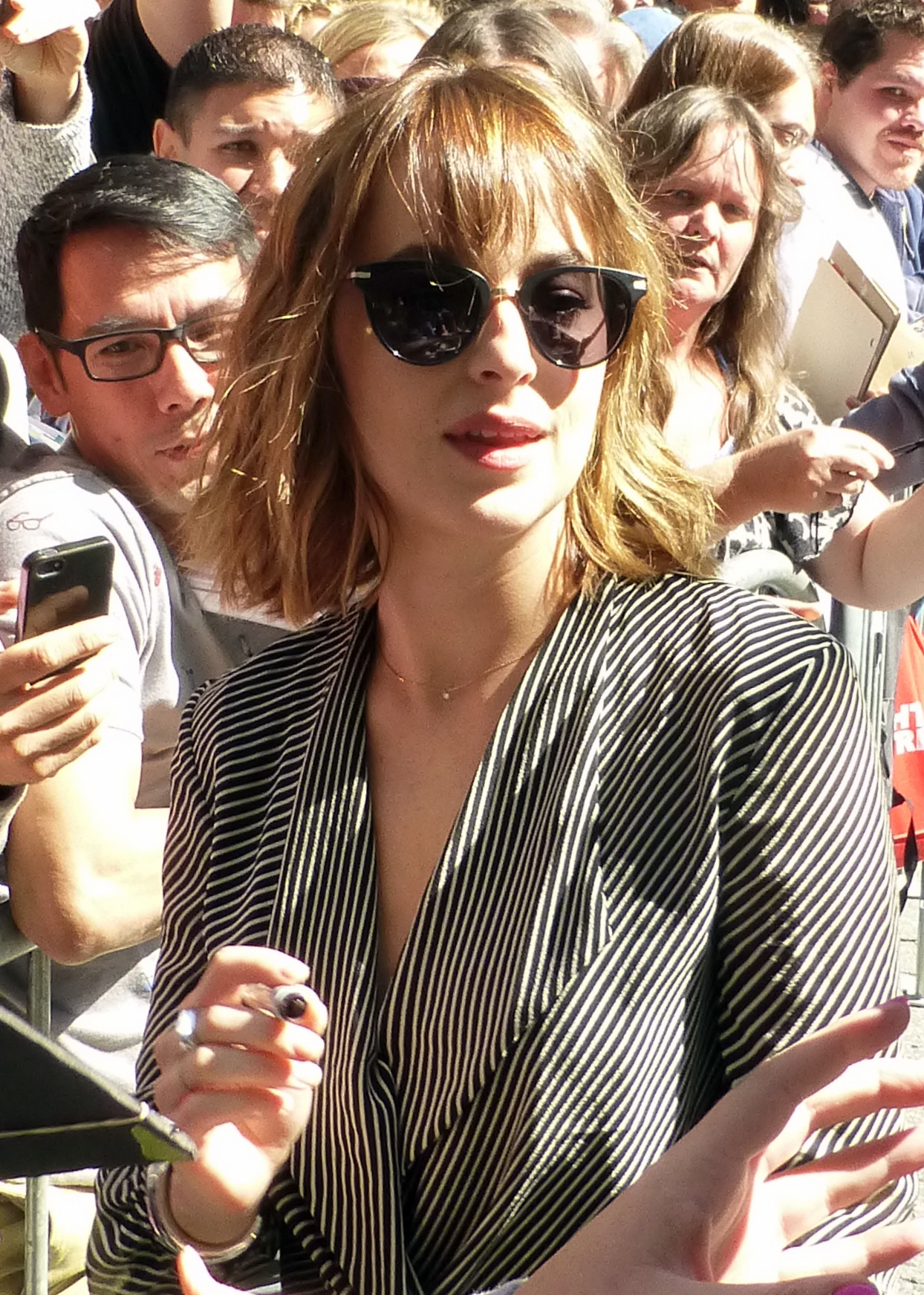
Dakota Johnson

### Maschile
- Dakota Dozier, giocatore di football americano statunitense
- Dakota Goyo, attore canadese
- Dakota Lucas, calciatore neozelandese

### Femminile
- Dakota Fanning, attrice statunitense
- Dakota Johnson, modella e attrice statunitense

## Il nome nelle arti
- Dakota è un personaggio del film Là dove non batte il sole (El kárate, el Colt y el impostor, 1974), interpretato da Lee Van Cleef[6].
- Dakota Milton è un personaggio della serie animata A tutto reality[7].
- Nel cartone "La legge di Milo Murphy", Dakota è un personaggio immaginario, viaggiatore del tempo(assieme al collega Cavendish) inviato dal futuro per evitare l'estinzione dei pistacchi.